# Nederlands kampioenschap zaalhandbal (mannenhandbal) 1957
Het Nederlands kampioenschap zaalhandbal 1957 was de vierde editie van het Nederlands kampioenschap zaalhandbal bij de heren. Het NK werd op 23 en 24 februari 1957 gehouden in de Houtrusthallen te Den Haag.
Dit was de eerste editie waarbij de wedstrijden over 2 dagen verdeeld waren. De voorronden vonden op de zaterdag plaats en de kruisfinales en de plaatseringswedstrijden op de zondag.
Aan het kampioenschap namen de kampioenen van de 5 districten deel, waarbij het district Noord aan de beurt was om 2 ploegen af te vaardigen.

## Opzet
- Alleen zaalhandbalteams mogen deelnemen aan het Nederlands Kampioenschap zaalhandbal. Veldhandbalteams zijn uitgesloten.
- De kampioenen van de 5 districten plaatsten zijn geplaatst voor het NK zaalhandbal.
- Als zesde team plaatst zich de vicekampioen uit een van de districten. Welk district dit is, wordt bij toerbeurt bepaald. De volgorde hierbij is West-A, West-B, Oost, Noord en ten slotte Zuid. Deze editie was dus Noord aan de beurt.

De 6 teams worden, door loting, ingedeeld in 2 groepen van 3. De 2 ploegen uit hetzelfde district kunnen niet bij elkaar ingedeeld worden.
In de groep spelen de drie teams één keer tegen elkaar, waarna een eindstand wordt opgemaakt. De wedstrijden duren 2×17,5 min bij de heren en 2×12,5 min bij de dames. Als in de eindstand twee teams, of zelfs alle drie de teams, exact gelijk eindigen, wordt tussen deze ploegen een extra wedstrijd gespeeld. Dit zijn verkorte wedstrijden van 2×5 min. Voor de wedstrijden na de groepswedstrijden geldt dat bij een gelijke stand, een verlenging wordt gespeeld van 2×5 min. Is de stand dan nog gelijk, dan wordt er verlengd tot een van de twee ploegen scoort.
De nummers 1 en 2 uit beide groepen spelen kruisfinales tegen elkaar voor een plek in de finale om de titel. De verliezers van de kruisfinales spelen in de troostfinale voor de 3e en 4e plaats, en de nummers 3 van beide groepen spelen voor de 5e en 6e plaats.

## Poule A

### Teams
| Club    | Plaats    | District |
| ------- | --------- | -------- |
| HCG     | Groningen | Noord    |
| Hellas  | Den Haag  | West-B   |
| Olympia | Hengelo   | Oost     |

### Stand/uitslagen
| Pos | Team    | Wed | W | G | V | Ptn | DV | DT | +/− | Opmerking    |  | OLY  | HEL | HCG |
| --- | ------- | --- | - | - | - | --- | -- | -- | --- | ------------ |  | ---- | --- | --- |
| 1   | Olympia | 2   | 2 | 0 | 0 | 4   | 20 | 6  | +14 | Kruisfinales |  |      | 8–3 |     |
| 2   | Hellas  | 2   | 1 | 0 | 1 | 2   | 11 | 13 | −2  | Kruisfinales |  |      |     | 8–5 |
| 3   | HCG     | 2   | 0 | 0 | 2 | 0   | 8  | 20 | −12 | Plaats 5/6   |  | 3–12 |     |     |

## Poule B

### Teams
| Club               | Plaats    | District |
| ------------------ | --------- | -------- |
| Niloc              | Amsterdam | West-A   |
| PSV                | Eindhoven | Zuid     |
| Vlugheid en Kracht | Groningen | Noord    |

### Stand/uitslagen
| Pos | Team               | Wed | W | G | V | Ptn | DV | DT | +/− | Opmerking    |  | NIL | PSV | V&K |
| --- | ------------------ | --- | - | - | - | --- | -- | -- | --- | ------------ |  | --- | --- | --- |
| 1   | Niloc              | 2   | 2 | 0 | 0 | 4   | 17 | 6  | +11 | Kruisfinales |  |     | 8–4 |     |
| 2   | PSV                | 2   | 1 | 0 | 1 | 2   | 12 | 13 | −1  | Kruisfinales |  |     |     | 8–5 |
| 3   | Vlugheid en Kracht | 2   | 0 | 0 | 2 | 0   | 7  | 17 | −10 | Plaats 5/6   |  | 2–9 |     |     |

## Plaatseringswedstrijden

### Schema
|  | Kruisfinales     | Kruisfinales |                  |   | Finale | Finale |
|  |                  |              |                  |   |        |        |
|  | 24 februari 1957 |              |                  |   |        |        |
|  |                  |              |                  |   |        |        |
|  | Olympia          | 6            |                  |   |        |        |
|  | Olympia          | 6            | 24 februari 1957 |   |        |        |
|  | PSV              | 0            |                  |   |        |        |
|  | PSV              | 0            | Olympia          | 9 |        |        |
|  | 24 februari 1957 |              | Olympia          | 9 |        |        |
|  |                  | Hellas       | 4                |   |        |        |
|  | Niloc            | Hellas       | 4                | 5 |        |        |
|  | Niloc            |              |                  | 5 |        |        |
|  | Hellas           | 6            |                  |   |        |        |
|  | Hellas           | 6            | Troostfinale     |   |        |        |
|  |                  |              |                  |   |        |        |
|  | 24 februari 1957 |              |                  |   |        |        |
|  |                  |              |                  |   |        |        |
|  | PSV              | 2            |                  |   |        |        |
|  | PSV              | 2            |                  |   |        |        |
|  | Niloc            | 7            |                  |   |        |        |

### Kruisfinales
| 24 februari 1957 | Olympia | 6 – 0 | PSV | Houtrusthallen, Den Haag |
| 24 februari 1957 |         |       |     | Houtrusthallen, Den Haag |
| 24 februari 1957 |         |       |     | Houtrusthallen, Den Haag |

| 24 februari 1957 | Niloc | 5 – 6 | Hellas | Houtrusthallen, Den Haag |
| 24 februari 1957 |       |       |        | Houtrusthallen, Den Haag |
| 24 februari 1957 |       |       |        | Houtrusthallen, Den Haag |

### Plaats 5/6
| 24 februari 1957 | HCG | 4 – 9 | Vlugheid en Kracht | Houtrusthallen, Den Haag |
| 24 februari 1957 |     |       |                    | Houtrusthallen, Den Haag |
| 24 februari 1957 |     |       |                    | Houtrusthallen, Den Haag |

### Troostfinale
| 24 februari 1957 | PSV | 2 – 7 | Niloc | Houtrusthallen, Den Haag |
| 24 februari 1957 |     |       |       | Houtrusthallen, Den Haag |
| 24 februari 1957 |     |       |       | Houtrusthallen, Den Haag |

## Finale
| 24 februari 1957 | Olympia | 9 – 4 | Hellas | Houtrusthallen, Den Haag |
| 24 februari 1957 |         |       |        | Houtrusthallen, Den Haag |
| 24 februari 1957 |         |       |        | Houtrusthallen, Den Haag |

## Eindstand
| Rang | Team               | District |
| ---- | ------------------ | -------- |
|      | Olympia            | Oost     |
|      | Hellas             | West-B   |
|      | Niloc              | West-A   |
| 4    | PSV                | Zuid     |
| 5    | Vlugheid en Kracht | Noord    |
| 6    | HCG                | Noord    |